# Гопин, Валерий Павлович
Валерий Павлович Гопин (род. 8 мая 1964, Сельцо, Брянская область) — советский и российский гандболист. Заслуженный мастер спорта СССР (1988).

## Биография
Первые шаги в спорте делал в городе Сельцо у тренеров Виктора Федина и Ивана Каспарова, тренировался в интернате Краснодара.
Выпускник УралГАФКа.
Выступал за команды «Полет» (Челябинск) (1981—1991), «Малага» (Испания) (1991—1994), «Мерано» (Италия) (1994—1995), «Гуммерсбах» (Германия).
Вместе с женой Ольгой воспитывает двоих детей — Анастасию и Павла.
Тренер сборной команды России по гандболу (с февраля 2005 года по июнь 2006).
В 2003 (июнь) — 2006 — главный тренер челябинского гандбольного клуба «Локомотив-Полёт».
Во 2-й половине 2006 года — главный тренер гандбольного клуба немецкой бундеслиги «Айнтрахт» (Хильдесхайм).
В 2017 году вновь возглавил челябинское «Динамо», которое в сезоне 2017/18 вывел в Суперлигу.

## Достижения
- Олимпийский чемпион 1988, 1992.
- Участник ОИ 1996 (5-е место).
- Чемпион мира 1993, 1997.
- Серебряный призёр ЧМ 1990, 1999.
- Обладатель КМ 1986.
- Чемпион Европы 1996.
- Серебряный призёр чемпионата Италии 1994/95
- Лучший левый крайний Олимпийских игр: 1992
- Лучший левый крайний чемпионата мира (2): 1993, 1997